# تصلب العظم
تصلب العظم (بالإنجليزية: Osteosclerosis)‏ هو الزيادة في تركيز العظم. يمكن الكشف عنه بواسطة التصوير الشعاعي حيث تظهر المنطقة أشد ظلمة.
تصلب العظم الموضعي قد يكون سببه إصابات في العظم بسبب الفصال أو الورم العظمي.
يحدث تصلب العظم في الحالات التالية:
- التعظم الشبيه بالشمعة الذائبة
- تصخر العظم
- تبكل العظام
- التليف النقوي المزمن مجهول السبب
- التسمم بالفلور الهيكلي

ويحدث أحيانا في حالات التهاب الكبد الفيروسي ج.